# 于珍 (东北军)

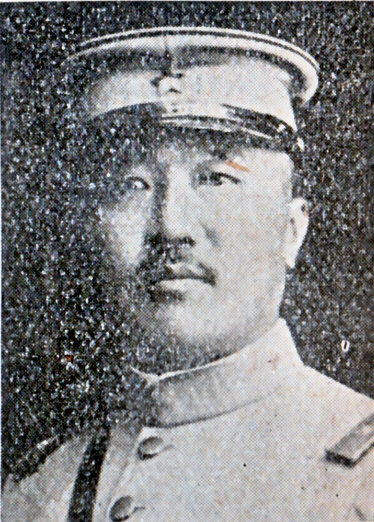
于珍

于珍（1888年—1959年）字济川，盛京将軍管轄区奉天府铁岭县人，中華民国军事将领。

## 生平
于珍生於清朝光绪十四年（1888年）。1910年畢業於日本陸軍士官学校第八期步兵科。曾任奉天讲武堂教官。1914年（民国3年），出任奉天陸軍補習所学堂監督、洮遼鎮守使署副官。1916年（民国5年）春，出任奉天督軍署参謀兼全省警務处視察長。1918年（民国7年）起，历任陸軍第29師参謀長、黑龙江督軍公署参謀長、東省特别区警察总管理处副处長。
奉系入山海关后，于珍历任奉軍駐津司令部参謀处長、奉軍第2補充旅旅長、北京参战事務处副官。1922年（民国11年），第一次直奉战争奉系敗北，于珍任奉天全省警備队统領。并且还担任奉天保甲局总办、奉天省警務处会办。1923年10月，兼任奉天警務处处長。
1925年（民国14年）冬，于珍任鎮威軍第8軍副軍長、第3方面軍後方留守总司令、東北陸軍第10師師長。1926年3月，任張学良、韩麟春所率的第3、第4方面軍团第10軍軍長兼第8師師長。同年8月，获授将军府珍威将軍。同年9月，任京畿警衛司令。
1927年（民国16年）2月，任安国軍第10軍軍長，出兵河南省，击败河南保衛軍总司令靳雲鶚。但是，随后他同武漢国民政府的北伐軍战斗，全軍覆没。同年5月，被罢免軍長职务。同年9月，任京綏檢閱使。
北京政府倒台後，于珍返回東北，1928年（民国17年）10月出任東北边防長官公署参議。东北易幟後的1929年，于珍继续担任東北边防軍司令長官公署参議。
1937年七七事变爆发後，于珍隐居北平。在北平市社会局局长任内，曾为八路军做秘密工作。他和儿子于国勋都是王岳石情报站人员。抗日战争结束後的1946年，于珍在国民政府军事委员会委员长东北行营任职。
1949年中华人民共和国成立後，于珍出任遼寧省政協委員、常委。1956年，作为特邀委员参加了中国人民政治协商会议第二届全国委员会会议。1950年起，被北京市人民政府聘为参事室参事，一直任至1959年逝世。1959年秋，于珍在北京市因脑溢血病逝，享年72岁。1960年安葬在北京东北义园。

## 逸事
1939年，于珍迁居北平，住在地安门米粮库胡同2号。于珍、陈宗藩、陈半丁三家住宅在中华人民共和国初期为李克农宅，后来为邓小平宅。

## 家庭
- 子：于国勋[4]